# Vagn Dybdahl
Vagn Viktor Høgenhof Dybdahl (1. februar 1922 i Struer – 27. februar 2001 i København) var en dansk historiker, forfatter og Danmarks rigsarkivar 1979-1991.
Dybdahl var født i Struer og tog i 1940 studentereksamen fra Marselisborg Gymnasium i Århus i 1940, hvorefter han begyndte at studere historie på Aarhus Universitet. I studietiden kom professor C.O. Bøggild-Andersen og den unge Troels Fink til at påvirke Dybdahls udvikling. I 1945 endte studiet med en magisterkonferens.
Allerede i 1942 var Dybdahl blevet knyttet til Komiteen for oprettelse af et erhvervsarkiv i Århus, og her forsatte han frem til oprettelsen af Erhvervsarkivet i 1948, hvor han blev ansat som leder. Fra 1950 blev han desuden knyttet til universitetet som undervisningsassistent og i 1960 som ekstern lektor. Dybdahl var desuden redaktør for tidsskriftet Jyske Samlinger 1947-1979 , der i 1966 skiftede navn til Historie. I 1956 var han involveret i etableringen af Århus Byhistoriske Udvalg.
I 15. december 1969 blev der tid til at forsvare et større akademisk arbejde i form af disputatsen Partier og erhverv: Studier i partiorganisation og byerhvervenes politiske aktivitet 1880-1913 i to bind. I årene herefter blev han involveret i forskningspolitik og var fra 1972 medlem af Statens Humanistiske Forskningsråd og fra 1977 næstformand for Planlægningsrådet for Forskningen. 1. januar 1979 afløste han Johan Hvidtfeldt som rigsarkivar i København, en stilling han beholdt til pensioneringen i 1992. Han blev afløst af Johan Peter Noack. Fra 1990 til 1993 var han formand for Dansk Historisk Fællesforening og Dansk Arkivselskab.
Han var ikke dekoreret og må have afslået at modtage Dannebrogordenen.

## Udvalgt bibliografi
- De nye klasser 1870-1913, 1965 (bind 12 i Politikens Danmarkshistorie)
- Partier og erhverv: Studier i partiorganisation og byerhvervenes politiske aktivitet 1880-1913, 1-2, Universitetsforlaget i Aarhus:Århus 1969
- Historisk kommentar til nationaløkonomi, Universitetsforlaget i Aarhus:Århus 1971 ISBN 87-504-0246-3
- Det nye samfund på vej 1871-1913, 1982 ISBN 87-01-82372-8 (bind 5 i Dansk Socialhistorie)
- Arkiverne i samfundet. Artikler og foredrag, Rigsarkivet:København 1987 ISBN 87-7497-111-5